# 뮌헨 안보회의

뮌헨 안보회의(Munich Security Conference, MSC)는 1963년부터 독일 바이에른주 뮌헨에서 개최된 국제 안보 정책에 관한 연례 회의이다. 세계 최대 규모의 안보회의다.
지난 40년 동안 뮌헨안보회의는 국제안보정책 의사결정자들의 견해를 교환하는 가장 중요한 독립 포럼이 되었다. 매년 전 세계 70개국 이상에서 약 350명의 고위 인사들이 모여 현재와 미래의 안보 문제에 대한 집중적인 토론에 참여한다. 참석자 명단에는 국가 원수, 정부 및 국제기구, 장관, 국회의원, 군대 고위급 대표, 과학, 시민 사회, 비즈니스 및 미디어가 포함된다.
회의는 매년 2월에 개최된다. 장소는 독일 바이에른 주 뮌헨에 있는 호텔 바이에리셔 호프(Hotel Bayerischer Hof)이다.

## 같이 보기
- 국제 관계
- 국제안보
- 국제주의
- 핵안보정상회의